# نوریا اولیبه
نوریا اولیبه (اسپانیایی: Nuria Olivé‎؛ زادهٔ ۲۰ اوت ۱۹۶۸) بازیکن هاکی روی چمن اهل اسپانیا که در مسابقات کشوری و بین‌المللی در مجموع برندهٔ ۱ مدال طلا شده‌است.